# 이원정 (농구 선수)
이원정(2007년 9월 15일 ~ )은 대한민국의 농구 선수이다. 온양여자고등학교 농구부 소속으로 포지션은 포워드이다.